# Nati il 23 marzo
| Questa pagina contiene informazioni ricavate automaticamente dalle voci biografiche con l'ausilio del template Bio e di un bot. L'aggiornamento è periodico e automatico e ricostruisce completamente la pagina. Se manca una persona in questa lista, sei pregato di non aggiungerla, ma accertati piuttosto che la sua voce biografica contenga il template Bio e che i dati anagrafici siano correttamente compilati. Se il template Bio manca, inseriscilo tu stesso o, in alternativa, metti l'avviso {{tmp\|Bio}} che ne segnala la mancanza. Se i dati riportati sono sbagliati, correggi direttamente la voce biografica; le modifiche saranno visibili in questa lista entro pochi giorni. Per chiarimenti vedi il progetto biografie. La lista contiene solo le 1.331 persone che sono citate nell'enciclopedia e per le quali è stato implementato correttamente il template Bio. Pagina aggiornata al 17 ago 2025. |

## VII secolo(1)
- 603 - K'inich Janaab' Pakal, sovrano maya († 683)

## XII secolo(2)
- 1142 - Al-Mustadi', califfo († 1180)
- 1187 - Pietro del Portogallo, conte di Urgell, conte († 1258)

## XIII secolo(1)
- 1285 - Al-Mustakfi, califfo arabo († 1340)

## XIV secolo(2)
- 1338 - Go-Kōgon, imperatore giapponese († 1374)
- 1395 - Giovanni Giacomo del Monferrato, marchese († 1445)

## XV secolo(3)
- 1430 - Margherita d'Angiò, nobile († 1482)
- 1438 - Ludovico II di Saluzzo, marchese italiano († 1504)
- 1456 - Sigismondo Pappacoda, cardinale e vescovo cattolico italiano († 1536)

## XVI secolo(3)
- 1523 - Vincenzo Laureo, cardinale e vescovo cattolico italiano († 1592)
- 1535 - Sofia di Brandeburgo-Ansbach, principessa tedesca († 1587)
- 1597 - Bartolomeo Campomenoso, mercante e presbitero fiammingo († 1670)

## XVII secolo(18)
- 1601 - John Booker, astrologo inglese († 1667)
- 1604 - Girolamo Colonna, cardinale e arcivescovo cattolico italiano († 1666)
- 1609 - Giovanni Benedetto Castiglione, pittore e incisore italiano († 1664)
- 1609 - Johann Heinrich Schönfeld, pittore e incisore tedesco († 1684)
- 1614 - Jahanara Begum, principessa e scrittrice indiana († 1681)
- 1615 - Ferrante Pallavicino, scrittore italiano († 1644)
- 1622 - Girolamo Boncompagni, cardinale e arcivescovo cattolico italiano († 1684)
- 1632 - Jean Foy-Vaillant, numismatico e avvocato francese († 1706)
- 1634 - Maria Antonia Colonna, religiosa italiana († 1682)
- 1643 - María de León Bello y Delgado, religiosa spagnola († 1731)
- 1656 - Marco Ottoboni, I duca di Fiano, nobile e militare italiano († 1725)
- 1669 - Faustino Giuseppe Griffoni, vescovo cattolico italiano († 1730)
- 1669 - Filippo Tipaldi, vescovo cattolico italiano († 1748)
- 1675 - Filippo Maria de Monti, cardinale italiano († 1754)
- 1686 - Isaac Walraven, pittore olandese († 1765)
- 1690 - Casimiro Guglielmo d'Assia-Homburg, principe tedesco († 1726)
- 1698 - Thomas Fermor, I conte di Pomfret, nobile inglese († 1753)
- 1699 - John Bartram, botanico statunitense († 1777)

## XVIII secolo(39)
- 1706 - Anna Maria Barbara Abesch, pittrice svizzera († 1773)
- 1718 - Benedetto Feroggio, architetto italiano († 1763)
- 1719 - Stefano Maria Clemente, scultore italiano († 1794)
- 1724 - Buenaventura Córdoba Espinosa de la Cerda, cardinale e patriarca cattolico spagnolo († 1777)
- 1725 - Jean Henri Latude, avventuriero e scrittore francese († 1805)
- 1726 - François Denis Tronchet, giurista e politico francese († 1806)
- 1728 - Giorgio Teodoro Trivulzio, nobile e politico italiano († 1802)
- 1731 - Catharine Macaulay, storica britannica († 1791)
- 1732 - Adelaide di Borbone-Francia, principessa francese († 1800)
- 1736 - Franz de Paula Karl von Colloredo, politico e nobile austriaco († 1806)
- 1737 - Arthur St. Clair, politico e generale scozzese († 1818)
- 1741 - Antonio Maria Sacconi, vescovo cattolico e missionario italiano († 1785)
- 1746 - Costillares, torero spagnolo († 1800)
- 1749 - Pierre Simon Laplace, matematico, fisico e astronomo francese († 1827)
- 1750 - Johannes Matthias Sperger, contrabbassista e compositore austriaco († 1812)
- 1754 - Jurij Vega, matematico sloveno († 1802)
- 1756 - Joseph Anton Vogel, storico e letterato francese († 1817)
- 1757 - Luigi Leonardo Colli, generale italiano († 1809)
- 1761 - Jan Willem de Winter, ammiraglio olandese († 1812)
- 1763 - Fëdor Vasil'evič Rostopčin, politico e militare russo († 1826)
- 1767 - Alexandre Courson de la Villevalio, generale e nobile francese († 1847)
- 1769 - Augustin Daniel Belliard, generale francese († 1832)
- 1769 - William Smith, geologo inglese († 1839)
- 1777 - Claire de Duras, scrittrice francese († 1828)
- 1777 - Karl Ludwig von Ficquelmont, generale e politico austriaco († 1857)
- 1778 - Lara Buscè, scrittrice e politica italiana († 1884)
- 1780 - Tommaso Sergiusti, politico italiano († 1852)
- 1784 - Tom Molineaux, pugile statunitense († 1818)
- 1788 - Johann Heinrich Dierbach, botanico, medico e scrittore tedesco († 1845)
- 1788 - Teresa Orsini Doria Pamphilj Landi, nobile italiana († 1829)
- 1790 - Alexandre-Louis-Guillaume Viguier, botanico e medico francese († 1867)
- 1791 - Samuel Wilderspin, educatore britannico († 1866)
- 1792 - Celestino Quarelli di Lesegno, magistrato e politico italiano († 1868)
- 1794 - Émile Herbillon, generale francese († 1866)
- 1795 - Bernt Michael Holmboe, matematico norvegese († 1850)
- 1795 - Antonio Spinelli di Scalea, politico e bibliografo italiano († 1884)
- 1797 - Ernest Edgcumbe, III conte di Mount Edgcumbe, politico inglese († 1861)
- 1799 - Carlo Rodi, militare italiano († 1862)
- 1800 - Nikolaj Aleksandrovič Ščerbatov, nobile e ufficiale russo († 1863)

## XIX secolo(215)
- 1801 - Giovanni Domenico Mensini, vescovo cattolico italiano († 1858)
- 1807 - Benedetto Riccabona de Reichenfels, vescovo cattolico italiano († 1879)
- 1808 - Marie Auguste Roland Le Vassor de Sorval, generale francese († 1885)
- 1809 - Hippolyte Flandrin, pittore francese († 1864)
- 1809 - Francesco Trissino, scrittore e letterato italiano († 1883)
- 1810 - Alfred de Dreux, pittore francese († 1860)
- 1811 - Raffaele Aloisio, pittore italiano († 1892)
- 1811 - Ruggero Luigi Emidio Antici Mattei, cardinale e patriarca cattolico italiano († 1883)
- 1811 - Wilhelm Taubert, pianista, compositore e direttore d'orchestra tedesco († 1891)
- 1814 - Gertrudis Gómez de Avellaneda, scrittrice cubana († 1873)
- 1815 - Lodovico Frapolli, politico, generale e patriota italiano († 1878)
- 1816 - Ercole Ferrario, medico, patriota e agronomo italiano († 1897)
- 1818 - Don Carlos Buell, generale statunitense († 1898)
- 1820 - William Greenwell, archeologo e numismatico britannico († 1918)
- 1821 - Francesco de Bourcard, editore e letterato italiano († 1886)
- 1822 - Giovanni Guevara, politico italiano († 1882)
- 1822 - Ivan Kuz'mič Makarov, pittore russo († 1897)
- 1823 - Enrico Carfagnini, arcivescovo cattolico italiano († 1904)
- 1823 - Schuyler Colfax, politico statunitense († 1885)
- 1823 - Aaron Samuel French, imprenditore e filantropo statunitense († 1902)
- 1823 - Pietro Pellizzari, medico italiano († 1892)
- 1823 - Henry Adoniram Swift, politico statunitense († 1869)
- 1823 - George Henry Williams, politico statunitense († 1910)
- 1824 - Luigi Arrigossi, politico e avvocato italiano († 1906)
- 1824 - Zygmunt Miłkowski, scrittore polacco († 1915)
- 1824 - Georges Ville, agronomo e fisiologo francese († 1897)
- 1825 - Theodor Bilharz, medico tedesco († 1862)
- 1826 - Aloisius Ludwig Minkus, violinista e compositore austriaco († 1917)
- 1827 - Carlo Salerio, presbitero e patriota italiano († 1870)
- 1829 - Carlo Rognoni, agronomo italiano († 1904)
- 1832 - Ōki Takatō, statistico e politico giapponese († 1899)
- 1833 - Franz Bendel, pianista e compositore tedesco († 1874)
- 1833 - Carl Friedrich Otto Westphal, neurologo e psichiatra tedesco († 1930)
- 1834 - Ernst Bosch, pittore tedesco († 1917)
- 1834 - Julius Reubke, compositore, pianista e organista tedesco († 1858)
- 1835 - Giulio Ajani, patriota e imprenditore italiano († 1890)
- 1835 - Alfonso Maria Giordano, arcivescovo cattolico italiano († 1908)
- 1837 - Virginia Oldoini, agente segreta italiana († 1899)
- 1837 - Richard Anthony Proctor, astronomo inglese († 1888)
- 1837 - Henry Adams Thompson, politico statunitense († 1920)
- 1837 - Charles Wyndham, attore e medico inglese († 1919)
- 1839 - Alfonso Maria Fusco, presbitero italiano († 1910)
- 1839 - Julius von Hann, meteorologo austriaco († 1921)
- 1840 - Louis-Émile Bertin, ingegnere navale francese († 1924)
- 1840 - Pietro di Nocera, presbitero e nobile italiano († 1911)
- 1841 - Frank Lascelles, diplomatico inglese († 1920)
- 1842 - Friedrich Amelung, scacchista e compositore di scacchi estone († 1909)
- 1842 - Robert Brown, scienziato, esploratore e scrittore scozzese († 1895)
- 1842 - Federico Colajanni, politico italiano
- 1844 - Eugène Gigout, compositore e organista francese († 1925)
- 1844 - Giuseppe Tarantini, politico italiano
- 1845 - George Peckham, aracnologo, entomologo e naturalista statunitense († 1914)
- 1846 - Giacomo Costamagna, presbitero, missionario e vescovo italiano († 1921)
- 1846 - Enrico Alberto d'Albertis, navigatore, scrittore e etnologo italiano († 1932)
- 1847 - Theodore Roussel, pittore inglese († 1926)
- 1848 - Raffaele Cappelli, politico e diplomatico italiano († 1921)
- 1848 - Nicolò Garaventa, insegnante italiano († 1917)
- 1848 - Sydney Grundy, drammaturgo e librettista inglese († 1914)
- 1848 - Antonio Ronzon, letterato e storico italiano († 1905)
- 1849 - Luigi Paolucci, scienziato e naturalista italiano († 1935)
- 1850 - Luigi Rovelli, architetto italiano († 1911)
- 1851 - Filippo Castracane degli Antelminelli, arcivescovo cattolico italiano († 1899)
- 1852 - Giovanni Spangher, banchiere, imprenditore e dirigente d'azienda italiano († 1916)
- 1853 - Mozaffar al-Din Shah Qajar, sovrano persiano († 1907)
- 1854 - Emilia Mariani, insegnante, scrittrice e attivista italiana († 1917)
- 1854 - Alfred Milner, I visconte Milner, politico britannico († 1925)
- 1855 - Franklin Henry Giddings, sociologo statunitense († 1931)
- 1856 - Giustino Ferri, scrittore e giornalista italiano († 1913)
- 1857 - Gabriel Delanne, parapsicologo francese († 1926)
- 1857 - Fannie Merritt Farmer, scrittrice statunitense († 1915)
- 1857 - Alphonse Osbert, pittore francese († 1939)
- 1857 - César Roux, chirurgo svizzero († 1934)
- 1857 - Otto Stapf, botanico austriaco († 1933)
- 1858 - Thomas Francis Kennedy, arcivescovo cattolico statunitense († 1917)
- 1858 - Max Manitius, storico e latinista tedesco († 1933)
- 1858 - Ludwig Quidde, storico e politico tedesco († 1941)
- 1859 - Corrado Frera, imprenditore italiano († 1941)
- 1860 - Hayashi Gonsuke, diplomatico giapponese († 1939)
- 1861 - Francis Alphonsus Bourne, cardinale e arcivescovo cattolico britannico († 1935)
- 1862 - Angelo Canossi, poeta e viaggiatore italiano († 1943)
- 1862 - William Lawrence Chittenden, poeta statunitense († 1934)
- 1862 - Alfred Dührssen, ginecologo tedesco († 1933)
- 1862 - Tor Hedberg, scrittore svedese († 1931)
- 1862 - Gustav Maršal Petrovský, scrittore e giornalista slovacco († 1916)
- 1862 - Napoleone Passerini, agronomo e botanico italiano († 1951)
- 1862 - Gabriela Preissová, scrittrice e drammaturga ceca († 1946)
- 1862 - Nathaniel Reed, criminale e pistolero statunitense († 1950)
- 1862 - Eduard Study, matematico tedesco († 1930)
- 1863 - Ettore Ciccotti, storico, politologo e politico italiano († 1939)
- 1863 - Giuseppe Cirincione, oculista e politico italiano († 1929)
- 1864 - Robert Keith Arbuthnot, ammiraglio britannico († 1916)
- 1864 - Sándor Simonyi-Semadam, politico ungherese († 1946)
- 1865 - Giuseppe Bertazzoni, vescovo cattolico italiano († 1933)
- 1865 - Paul Hymans, politico belga († 1941)
- 1865 - Thomas A. Wise, regista, attore e commediografo inglese († 1928)
- 1866 - Carlo Bernardino Ferrero, scrittore italiano († 1924)
- 1867 - Carl Moser, politico e agronomo svizzero († 1959)
- 1868 - Dietrich Eckart, politico tedesco († 1923)
- 1868 - Georges van der Poele, cavaliere belga († 1944)
- 1869 - Calouste Gulbenkian, imprenditore e filantropo armeno († 1955)
- 1870 - Mario Borsa, giornalista italiano († 1952)
- 1870 - Giuseppina Pizzigoni, pedagogista, educatrice e insegnante italiana († 1947)
- 1871 - Aurelio Covotti, filologo e storico della filosofia italiano († 1956)
- 1871 - Heinrich Schroth, attore tedesco († 1945)
- 1872 - Michael Joseph Savage, politico neozelandese († 1940)
- 1873 - Sahachiro Hata, chimico e immunologo giapponese († 1938)
- 1874 - Giuseppe Mario Asinari Rossillon, generale e politico italiano († 1943)
- 1874 - Charles Cresson, tennista statunitense († 1949)
- 1874 - Grantley Goulding, ostacolista britannico († 1947)
- 1874 - Pierre Héring, generale francese († 1963)
- 1874 - J. C. Leyendecker, illustratore tedesco († 1951)
- 1875 - Max Abraham, fisico e matematico tedesco († 1922)
- 1875 - Sayyid Hossein Tabataba'i Borujerdi, teologo e giurista iraniano († 1961)
- 1875 - Luigi Simeoni, storico italiano († 1952)
- 1876 - Giovanni Faraboli, sindacalista italiano († 1953)
- 1876 - Ziya Gökalp, sociologo e scrittore turco († 1924)
- 1876 - Karl Seidenstücker, indologo, scrittore e traduttore tedesco († 1936)
- 1876 - Giuseppe Visco Gilardi, investigatore italiano († 1948)
- 1878 - Tammaro De Marinis, antiquario e bibliografo italiano († 1969)
- 1878 - Henry Weed Fowler, zoologo statunitense († 1965)
- 1878 - Howard William Kennard, diplomatico e ambasciatore britannico († 1955)
- 1878 - Achille Nodari, ingegnere e imprenditore italiano († 1946)
- 1878 - Franz Schreker, compositore e direttore d'orchestra austriaco († 1934)
- 1878 - Pier Gaetano Venino, dirigente d'azienda, banchiere e politico italiano († 1955)
- 1879 - Émile Champion, maratoneta francese († 1934)
- 1879 - Jacopo Gasparini, diplomatico italiano († 1941)
- 1879 - Ernesto Laura, matematico italiano († 1949)
- 1880 - Cornelio Geranzani, pittore italiano († 1955)
- 1881 - Giuseppe Filippa, pallonista italiano († 1947)
- 1881 - Catullo Gadda, allenatore di calcio e calciatore italiano
- 1881 - Lacey Hearn, mezzofondista statunitense († 1969)
- 1881 - Roger Martin du Gard, scrittore e poeta francese († 1958)
- 1881 - Egon Petri, pianista olandese († 1962)
- 1881 - Hermann Staudinger, chimico tedesco († 1965)
- 1882 - Anna Ecklund, allevatrice statunitense († 1941)
- 1882 - Max Gülstorff, attore tedesco († 1947)
- 1882 - Tito Oro Nobili, politico italiano († 1967)
- 1882 - Emmy Noether, matematica tedesca († 1935)
- 1883 - Luigi Capri Cruciani, politico, imprenditore e scrittore italiano († 1944)
- 1883 - Oscar Osthoff, sollevatore statunitense († 1950)
- 1884 - Florence E. Allen, giudice statunitense († 1966)
- 1884 - Joseph Boxhall, marittimo britannico († 1967)
- 1884 - Serafino Speranza, avvocato e politico italiano († 1975)
- 1884 - Iemasa Tokugawa, politico giapponese († 1963)
- 1885 - Platt Adams, altista, lunghista e triplista statunitense († 1961)
- 1885 - Arthur Benda, fotografo tedesco († 1969)
- 1885 - Roque González Garza, politico messicano († 1962)
- 1885 - Yves Le Prieur, militare e inventore francese († 1963)
- 1885 - William Martin, calciatore inglese
- 1886 - Robert N. Bradbury, regista e sceneggiatore statunitense († 1949)
- 1886 - George James Hopkins, scenografo e costumista statunitense († 1985)
- 1886 - Frank Irons, lunghista, triplista e altista statunitense († 1942)
- 1887 - Napoleone Aprilis, politico e ingegnere italiano († 1966)
- 1887 - Josef Čapek, pittore e scrittore ceco († 1945)
- 1887 - Arthur Chickering, aracnologo e zoologo statunitense († 1974)
- 1887 - Ercole Ercole, generale, aviatore e militare italiano († 1967)
- 1887 - Juan Gris, pittore e scenografo spagnolo († 1927)
- 1887 - Anthony van Hoboken, musicologo olandese († 1983)
- 1887 - Feliks Feliksovič Jusupov, nobile russo († 1967)
- 1887 - Florio Marsili, canottiere e nuotatore italiano († 1916)
- 1888 - Guido De Ruggiero, storico della filosofia, politologo e politico italiano († 1948)
- 1888 - Adolfo Orsi, imprenditore italiano († 1972)
- 1888 - Hans Thirring, fisico austriaco († 1976)
- 1888 - Giuseppe Vismara, imprenditore, banchiere e filantropo italiano († 1974)
- 1888 - Francesco Giuseppe in Baviera, principe tedesco († 1912)
- 1889 - Yukichi Chuganji, supercentenario giapponese († 2003)
- 1889 - Ottavio Corgini, politico e economista italiano († 1968)
- 1889 - Mario Gallina, attore e doppiatore italiano († 1950)
- 1890 - Cedric Gibbons, scenografo irlandese († 1960)
- 1890 - Frederick Hibbins, mezzofondista britannico († 1969)
- 1890 - Alan James, regista e sceneggiatore statunitense († 1952)
- 1890 - Lauritz Melchior, tenore danese († 1973)
- 1890 - Adolf Merkl, giurista e filosofo austriaco († 1970)
- 1890 - Eugène Ryter, sollevatore svizzero († 1973)
- 1892 - Lionello Caffaratti, militare e aviatore italiano († 1916)
- 1892 - Ulrich Kleemann, generale tedesco († 1963)
- 1892 - Walter Krüger, generale tedesco († 1973)
- 1893 - Enrico Malerba, calciatore italiano († 1959)
- 1893 - Renzo Monti, calciatore italiano
- 1893 - Johnny Wilson, pugile statunitense († 1985)
- 1893 - Alfred Rittmann, vulcanologo svizzero († 1980)
- 1893 - René Vermandel, ciclista su strada, ciclocrossista e pistard belga († 1958)
- 1893 - Franz von Vecsey, violinista ungherese († 1935)
- 1894 - Roberto Iras Baldessari, pittore e incisore italiano († 1965)
- 1894 - Arthur Grimsdell, calciatore inglese († 1963)
- 1894 - Salvadora Medina Onrubia, giornalista, scrittrice e attivista argentina († 1972)
- 1894 - Tom Newman, giocatore di snooker inglese († 1943)
- 1895 - Encarnación Alzona, storica e docente filippina († 2001)
- 1895 - Ubaldo Arata, direttore della fotografia italiano († 1947)
- 1895 - Elisabetta Conci, politica italiana († 1965)
- 1895 - Leopoldo Dotti, calciatore italiano († 1920)
- 1895 - Larry Grey, attore e illusionista britannico († 1951)
- 1895 - James Learmonth, chirurgo scozzese († 1967)
- 1895 - Edna Mayo, attrice statunitense († 1970)
- 1895 - Dane Rudhyar, astrologo e compositore francese († 1985)
- 1896 - José Balbino da Silva, calciatore portoghese
- 1896 - Giuseppe Di Blasio, ceramista e politico italiano († 1964)
- 1896 - Pierre Mony, calciatore francese († 1980)
- 1897 - Heinz Fiebig, generale tedesco († 1964)
- 1897 - Giovanni Galasso, ingegnere italiano († 1984)
- 1897 - Marcel Homet, archeologo e antropologo francese († 1982)
- 1897 - Raúl Porras Barrenechea, storico, diplomatico e politico peruviano († 1960)
- 1898 - Louis Adamic, scrittore e giornalista sloveno († 1951)
- 1898 - Erich Bey, ammiraglio tedesco († 1943)
- 1898 - Nalini Bala Devi, scrittrice e poetessa indiana († 1977)
- 1898 - Ado Kraemer, compositore di scacchi e enologo tedesco († 1972)
- 1899 - Ilse Bing, fotografa tedesca († 1998)
- 1899 - Dora Gerson, cantante e attrice tedesca († 1943)
- 1899 - Aīda Niedra, scrittrice lettone († 1972)
- 1900 - José Joaquín Araiza, scacchista messicano († 1971)
- 1900 - Luigi Cella, calciatore italiano
- 1900 - Hassan Fathy, architetto e urbanista egiziano († 1989)
- 1900 - Erich Fromm, psicologo, psicoanalista e filosofo tedesco († 1980)
- 1900 - Dezideriu Jacobi, calciatore rumeno († 1924)
- 1900 - Ruy Serra, vescovo cattolico brasiliano († 1986)

## XX secolo(1003)
- 1901 - Paolo V Esterházy, nobile († 1989)
- 1901 - Romano Mattinzoli, calciatore italiano († 1958)
- 1901 - Aldo Pedrazzi, calciatore italiano († 1972)
- 1901 - Carlo Reggiani, calciatore italiano
- 1901 - Kārlis Šmits, calciatore lettone († 1976)
- 1902 - Josef von Báky, regista austro-ungarico († 1966)
- 1902 - Józef Cebula, religioso polacco († 1941)
- 1902 - Zbysław Ciołkosz, ingegnere polacco († 1960)
- 1902 - Beppe Guzzi, pittore italiano († 1982)
- 1902 - Sven Ivar Lind, architetto svedese († 1980)
- 1902 - Philip Ober, attore statunitense († 1982)
- 1902 - Renato Pagni, politico italiano († 1981)
- 1902 - Corrado Terranova, politico italiano († 1973)
- 1903 - Alejandro Casona, scrittore spagnolo († 1965)
- 1903 - Mariano Castellani, calciatore italiano
- 1903 - Frank Sargeson, scrittore neozelandese († 1982)
- 1903 - Grigorij Aleksandrovič Gamburcev, sismologo russo († 1955)
- 1903 - Luigi Michelazzi, patologo italiano († 1995)
- 1903 - Ezio Sclavi, calciatore, allenatore di calcio e pittore italiano († 1968)
- 1904 - Joan Crawford, attrice statunitense († 1977)
- 1904 - H. Beam Piper, scrittore, romanziere e scrittore di fantascienza statunitense († 1964)
- 1905 - Lale Andersen, cantante tedesca († 1972)
- 1905 - Paul Grimault, animatore francese († 1994)
- 1905 - Hugo Christiaan Hamaker, fisico olandese († 1993)
- 1905 - Boris Tenin, attore sovietico († 1990)
- 1906 - José Della Torre, allenatore di calcio e calciatore argentino († 1979)
- 1906 - Jimmy Hampson, calciatore britannico († 1938)
- 1906 - Frank Haubold, ginnasta statunitense († 1985)
- 1906 - Simon Hòa Nguyễn Văn Hiền, vescovo cattolico vietnamita († 1973)
- 1906 - Guglielmo Segato, ciclista su strada italiano († 1979)
- 1906 - Hans Walzhofer, calciatore austriaco († 1970)
- 1907 - Vittorio Amicarelli, architetto italiano († 1971)
- 1907 - Luigi Barral, ciclista su strada italiano († 1962)
- 1907 - Daniel Bovet, biochimico e esperantista svizzero († 1992)
- 1907 - Poliuto Penzo, militare italiano († 1977)
- 1907 - Hassler Whitney, matematico statunitense († 1989)
- 1908 - Gastone Cazzaniga, calciatore italiano
- 1908 - Cecil Collins, pittore inglese († 1989)
- 1908 - Domenico De Giorgio, storico italiano († 2003)
- 1908 - Frank Farrel, hockeista su ghiaccio statunitense († 2003)
- 1908 - Alfredo Giuge, calciatore italiano
- 1908 - Charles Herman Helmsing, vescovo cattolico statunitense († 1993)
- 1908 - Anatolij Vasil'evič Ljapidevskij, aviatore sovietico († 1983)
- 1908 - Archip Michajlovič Ljul'ka, ingegnere aeronautico sovietico († 1984)
- 1908 - Giorgio Nissim, antifascista italiano († 1976)
- 1908 - Manoel Pitanga, allenatore di pallacanestro brasiliano († 1953)
- 1909 - Carlo Agostoni, schermidore italiano († 1972)
- 1909 - Leonid Aleksandrovič Antonov, regista cinematografico sovietico († 1985)
- 1909 - Lisl Goldarbeiter, modella austriaca († 1997)
- 1909 - Basawon Singh, attivista indiano († 1989)
- 1909 - Hiroshi Yoneyama, nuotatore giapponese († 1988)
- 1910 - Jakob Bender, calciatore tedesco († 1981)
- 1910 - Nino Carloni, avvocato e pianista italiano († 1987)
- 1910 - Nicola Ciarletta, critico d'arte, critico teatrale e critico cinematografico italiano († 1993)
- 1910 - Jerry Cornes, mezzofondista britannico († 2001)
- 1910 - Giliante D'Este, canottiere italiano († 1996)
- 1910 - Fred Horlacher, calciatore irlandese († 1943)
- 1910 - Akira Kurosawa, regista, sceneggiatore e montatore giapponese († 1998)
- 1910 - Ernst Nievergelt, ciclista su strada svizzero († 1999)
- 1910 - Offutt Pinion, tiratore a segno statunitense († 1976)
- 1910 - Vittore Ugo Righi, vescovo cattolico e diplomatico italiano († 1980)
- 1910 - Ugo Sasso, attore italiano († 1981)
- 1910 - Mostafa Taha, calciatore egiziano († 1969)
- 1910 - Paula Winslowe, attrice e doppiatrice statunitense († 1996)
- 1911 - Maurice Cann, pilota motociclistico britannico († 1989)
- 1911 - Bobby Colburn, cestista statunitense († 2001)
- 1911 - Hubert Deltour, ciclista su strada e pistard belga († 1993)
- 1911 - Camillo Nasca, militare italiano
- 1911 - Endre Palócz, schermidore ungherese († 1988)
- 1912 - Leo Amberg, ciclista su strada svizzero († 1999)
- 1912 - Wernher von Braun, ingegnere tedesco († 1977)
- 1912 - Norberto Ligüera, calciatore uruguaiano
- 1912 - Adelmo Mandolini, pilota motociclistico italiano († 1985)
- 1912 - José Antonio Rodríguez, calciatore cubano († 1978)
- 1912 - Rivo Ruggeri, militare italiano († 1938)
- 1913 - Ebore Canella, ginnasta italiana († 1961)
- 1913 - Piero Chiara, scrittore italiano († 1986)
- 1913 - Sixto Escobar, pugile portoricano († 1979)
- 1913 - Heinz Linge, militare tedesco († 1980)
- 1913 - Otello Migliosi, presbitero e religioso italiano († 1996)
- 1913 - Tobia Senoner, fondista italiano († 1980)
- 1913 - Gustav Sjöberg, calciatore e allenatore di calcio svedese († 2003)
- 1914 - Marcello Craveri, storico delle religioni e biblista italiano († 2002)
- 1914 - Hymie Ginsburg, cestista statunitense († 1986)
- 1914 - Norman Low, allenatore di calcio e calciatore scozzese († 1994)
- 1914 - Max Stiepl, pattinatore di velocità su ghiaccio austriaco († 1992)
- 1914 - Bill Thomson, hockeista su ghiaccio canadese († 1993)
- 1914 - Osvaldo Trebbi, calciatore italiano († 1977)
- 1915 - Sandro Angelini, architetto, illustratore e incisore italiano († 2001)
- 1915 - Pierre Chevalier, regista francese († 2005)
- 1915 - Marcello Morgante, vescovo cattolico italiano († 2007)
- 1915 - Arthur Owen, pilota automobilistico britannico († 2002)
- 1915 - Jack Rollins, produttore cinematografico e scenografo statunitense († 2015)
- 1915 - Robert Bertram Serjeant, orientalista scozzese († 1993)
- 1915 - Klement Steinmetz, calciatore austriaco († 2001)
- 1915 - Vasilij Grigor'evič Zajcev, militare sovietico († 1991)
- 1916 - Savino Cossidente, militare italiano († 1940)
- 1917 - Evgenij Chaldej, fotografo sovietico († 1997)
- 1917 - Antoine Mattei, militare francese († 1981)
- 1917 - Oscar Shumsky, violinista statunitense († 2000)
- 1917 - Armando Testa, pubblicitario, disegnatore e animatore italiano († 1992)
- 1917 - Kenneth Tobey, attore statunitense († 2002)
- 1918 - Colin M. Kraay, numismatico britannico († 1982)
- 1918 - Colin Long, tennista e telecronista sportivo australiano († 2009)
- 1918 - Kazu Naoki, calciatore giapponese
- 1918 - Émile Derlin Henri Zinsou, politico beninese († 2016)
- 1919 - Anatolij Ivanovič Gribkov, militare sovietico († 2008)
- 1919 - Joseph Jasgur, fotografo statunitense († 2009)
- 1919 - Tarsykija Mac'kiv, religiosa ucraina († 1944)
- 1919 - Mitsuko Mito, attrice giapponese († 1981)
- 1919 - Mickey Rottner, cestista statunitense († 2011)
- 1919 - Salvatore Scarpitta, artista statunitense († 2007)
- 1920 - Michele Maria Giambelli, vescovo cattolico italiano († 2010)
- 1920 - Andrzej Kleeberg, militare e aviatore polacco († 2010)
- 1920 - Furio Rendine, compositore e arrangiatore italiano († 1987)
- 1920 - Neal Edward Smith, politico statunitense († 2021)
- 1920 - Leonetto Spagnoli, calciatore italiano († 2001)
- 1920 - Roza Tamarkina, pianista sovietica († 1950)
- 1921 - Brynley Allen, calciatore gallese († 2005)
- 1921 - Donald Campbell, pilota automobilistico britannico († 1967)
- 1921 - Giannīs Lamprou, cestista e altista greco († 1998)
- 1921 - Samson Iosifovič Samsonov, regista cinematografico sovietico († 2002)
- 1922 - Giovanni Conso, giurista italiano († 2015)
- 1922 - Victoriano Leguizamón, calciatore paraguaiano († 2007)
- 1922 - Ugo Tognazzi, attore, regista cinematografico e scrittore italiano († 1990)
- 1922 - Bernie Voorheis, cestista statunitense († 2010)
- 1923 - Ralph Giordano, scrittore e pubblicista tedesco († 2014)
- 1923 - Dīmītrios Iōannidīs, generale greco († 2010)
- 1923 - Nicola Lettieri, politico italiano († 2004)
- 1923 - Gunnar Nilsson, pugile svedese († 2005)
- 1923 - Giuseppe Panza, collezionista d'arte italiano († 2010)
- 1923 - Michail Perl'man, ginnasta sovietico († 2002)
- 1923 - Aurelio Romeo, chimico italiano († 2017)
- 1923 - Kedar Shah, pallanuotista indiano
- 1923 - Carlo Todros, antifascista e superstite dell'Olocausto italiano († 2002)
- 1923 - Arnie Weinmeister, giocatore di football americano canadese († 2000)
- 1924 - Youssef Abou Ouf, cestista egiziano († 1989)
- 1924 - Florian Camathias, pilota motociclistico svizzero († 1965)
- 1924 - Jean Cézard, fumettista e sceneggiatore francese († 1977)
- 1924 - Olga Kennard, biologa ungherese († 2023)
- 1924 - John Madin, architetto britannico († 2012)
- 1924 - Bette Nesmith Graham, imprenditrice statunitense († 1980)
- 1925 - Alberto Cozzi, partigiano italiano († 1944)
- 1925 - Robie Lester, doppiatrice e cantante statunitense († 2005)
- 1925 - Gennaro Papa, politico e avvocato italiano († 2018)
- 1925 - Rafael Squirru, critico d'arte, saggista e poeta argentino († 2016)
- 1925 - David Watkin, direttore della fotografia britannico († 2008)
- 1926 - Marcel Ernzer, ciclista su strada lussemburghese († 2003)
- 1926 - Norm Mager, cestista statunitense († 2005)
- 1926 - Sergio Pagliazzi, ciclista su strada italiano († 2017)
- 1926 - Giovanni Starita, politico italiano († 2019)
- 1927 - Gábor Benedek, ex pentatleta ungherese
- 1927 - Vincenzo Gallizzi, politico e sindacalista italiano († 2019)
- 1927 - Gunnar Karlsson-Tjörnebo, siepista svedese († 2009)
- 1927 - Mario Sichel, ex calciatore italiano
- 1927 - Paul Walther, cestista statunitense († 2014)
- 1928 - Ercole Chiolerio, partigiano italiano († 1945)
- 1928 - Lu Wenfu, scrittore cinese († 2005)
- 1928 - Jean E. Sammet, informatica statunitense († 2017)
- 1929 - Roger Bannister, mezzofondista britannico († 2018)
- 1929 - James Maxwell, attore e regista teatrale statunitense († 1995)
- 1929 - Ken McBride, cestista statunitense († 2005)
- 1929 - Raf Montrasio, chitarrista italiano († 2015)
- 1929 - Francesco Pintus, magistrato e politico italiano († 2014)
- 1929 - Mark Rydell, attore, regista e produttore cinematografico statunitense
- 1929 - Mildred Sanders, cestista statunitense († 2024)
- 1929 - Ettore Trevisan, allenatore di calcio e calciatore italiano († 2020)
- 1929 - Rafaėl' Čimiškjan, sollevatore sovietico († 2022)
- 1930 - Bernard Benstock, critico letterario statunitense († 1994)
- 1930 - Antonio Iannello, architetto, urbanista e ambientalista italiano († 1998)
- 1930 - Lido Mazzoni, ex calciatore italiano
- 1930 - Frank Swaelen, politico belga († 2007)
- 1930 - Len White, calciatore inglese († 1994)
- 1931 - Evgenij Grišin, pattinatore di velocità su ghiaccio sovietico († 2005)
- 1931 - Boris Gurevič, lottatore sovietico († 1995)
- 1931 - Osvaldo Güenzatti, ex calciatore argentino
- 1931 - Viktor Korčnoj, scacchista sovietico († 2016)
- 1931 - Evdokija Mekšilo, fondista sovietica († 2013)
- 1931 - Joseph Mewis, lottatore belga († 2025)
- 1931 - Masako Togawa, scrittrice, attrice e cantante giapponese († 2016)
- 1932 - Vito Bernardis, ex calciatore e allenatore di calcio italiano
- 1932 - Adelmo Bulgarelli, lottatore italiano († 1984)
- 1932 - Larry Evans, scacchista e giornalista statunitense († 2010)
- 1932 - Gérard Faetibolt, pallanuotista francese († 2023)
- 1932 - Léo Houziaux, astronomo belga
- 1932 - Steve Mokone, calciatore sudafricano († 2015)
- 1932 - Massaki Tsuji, sceneggiatore giapponese
- 1932 - Henk Visser, lunghista olandese († 2015)
- 1933 - Giulio Del Tredici, scrittore italiano († 1994)
- 1933 - Anna Fendi, stilista e imprenditrice italiana
- 1933 - Gustavo Giagnoni, calciatore e allenatore di calcio italiano († 2018)
- 1933 - Hayes Alan Jenkins, ex pattinatore artistico su ghiaccio statunitense
- 1933 - Abdul Khaliq, velocista pakistano († 1988)
- 1933 - John Taylor, pilota automobilistico britannico († 1966)
- 1933 - Philip Zimbardo, psicologo statunitense († 2024)
- 1934 - Alan Baddeley, psicologo britannico
- 1934 - Pierre Bodin, allenatore di calcio e calciatore francese († 1981)
- 1934 - Bill Dellinger, mezzofondista statunitense († 2025)
- 1934 - Ljudvig Dmitrievič Faddeev, fisico e matematico russo († 2017)
- 1934 - Terrence McCann, lottatore statunitense († 2006)
- 1934 - Teresa Procaccini, compositrice e pianista italiana
- 1934 - Nello Riviè, attore e doppiatore italiano († 2002)
- 1935 - Hans Lenk, canottiere tedesco († 2024)
- 1935 - Janine Tavernier, poetessa e scrittrice haitiana († 2019)
- 1936 - Robert Aymar, fisico francese († 2024)
- 1936 - Claude Faraldo, attore, regista e sceneggiatore francese († 2008)
- 1936 - Jannis Kounellis, pittore e scultore greco († 2017)
- 1936 - Luisa Mattioli, attrice italiana († 2021)
- 1937 - Tony Burton, attore e pugile statunitense († 2016)
- 1937 - José Luis Veloso, calciatore spagnolo († 2019)
- 1937 - Robert Gallo, medico e biologo statunitense
- 1937 - Željko Perušić, allenatore di calcio e calciatore jugoslavo († 2017)
- 1937 - Franco Rubartelli, fotografo e regista italiano
- 1937 - Moacyr Scliar, scrittore e medico brasiliano († 2011)
- 1937 - John Woolfe, pilota automobilistico inglese († 1969)
- 1938 - Silvano Agosti, regista e montatore italiano
- 1938 - Bertie Auld, calciatore e allenatore di calcio scozzese († 2021)
- 1938 - Bruno Bulgarelli, tenore italiano
- 1938 - Barbara Iglewski, microbiologa e immunologa statunitense († 2023)
- 1938 - Mel Peterson, ex cestista statunitense
- 1938 - Stefano Tatai, scacchista italiano († 2017)
- 1938 - Józef Zych, politico e giurista polacco
- 1939 - Luciano Buzzacchera, ex calciatore italiano
- 1939 - Robin Herd, ingegnere britannico († 2019)
- 1939 - Pepe Lienhard, musicista e cantante svizzero
- 1939 - Maureen Murphy, nuotatrice statunitense († 2019)
- 1939 - Jochen Neerpasch, pilota automobilistico, dirigente sportivo e imprenditore tedesco
- 1939 - Terry Paine, ex calciatore inglese
- 1939 - Rosie Reyes, tennista messicana († 2024)
- 1939 - Vito Saccomandi, agronomo e politico italiano († 1995)
- 1939 - Boris Tiščenko, compositore e pianista russo († 2010)
- 1939 - Evelina Umek, scrittrice, traduttrice e sceneggiatrice italiana
- 1940 - Thomas Bilotti, mafioso statunitense († 1985)
- 1940 - Luis Echeberría, calciatore spagnolo († 2016)
- 1940 - Tom Hoad, ex pallanuotista e allenatore di pallanuoto australiano
- 1940 - Frances Mayes, docente, poetessa e saggista statunitense
- 1940 - Luigi Pierri, politico italiano († 2005)
- 1940 - William Stowe, canottiere statunitense († 2016)
- 1942 - Ama Ata Aidoo, poetessa, drammaturga e politica ghanese († 2023)
- 1942 - Pasquale Cavicchia, calciatore italiano († 2014)
- 1942 - Klaus Glahn, ex judoka tedesco
- 1942 - Michael Haneke, regista, sceneggiatore e critico cinematografico austriaco
- 1942 - Stefano Innocenti, organista e clavicembalista italiano
- 1942 - Jimmy Miller, produttore discografico e tastierista statunitense († 1994)
- 1942 - Fabio Reinhart, architetto svizzero
- 1942 - Walter Rodney, storico e politico guyanese († 1980)
- 1942 - Bruno Salvadori, giornalista e politico italiano († 1980)
- 1942 - Jalal Talebi, allenatore di calcio e ex calciatore iraniano
- 1943 - Claudia von Alemann, regista tedesca
- 1943 - Giuseppe Avellone, ex nuotatore italiano
- 1943 - Anton Camilleri, ex calciatore maltese
- 1943 - Pierre-Alain Dahan, batterista francese († 2013)
- 1943 - Bobby Diamond, attore e avvocato statunitense († 2019)
- 1943 - Winston Groom, scrittore e giornalista statunitense († 2020)
- 1943 - Roy Hilton, giocatore di football americano statunitense († 2019)
- 1943 - John Baptist Kaggwa, vescovo cattolico ugandese († 2021)
- 1943 - Bruno Marengo, politico e scrittore italiano
- 1943 - Erminio Mascherpa, ingegnere e giornalista italiano († 2005)
- 1943 - Taniko Nakamura, ex ginnasta giapponese
- 1943 - Nils-Aslak Valkeapää, musicista, poeta e scrittore finlandese († 2001)
- 1943 - Muhammad Muhammad Sadiq al-Sadr, religioso iracheno († 1999)
- 1944 - Inge Andersen, ex nuotatrice danese
- 1944 - Giuseppe Bono, dirigente d'azienda italiano († 2022)
- 1944 - James H. Clark, informatico statunitense
- 1944 - Francis Halzen, fisico belga
- 1944 - Terje Høili, imprenditore e ex calciatore norvegese
- 1944 - Osvaldo Napoli, politico italiano
- 1944 - Michael Nyman, compositore, pianista e musicologo inglese
- 1944 - Ric Ocasek, cantante, produttore discografico e compositore statunitense († 2019)
- 1944 - Marino Venturini, politico sammarinese († 2019)
- 1945 - Franco Battiato, cantautore, compositore e regista italiano († 2021)
- 1945 - Véronique De Keyser, politica e psicologa belga
- 1945 - Eric De Vlaeminck, ciclocrossista, ciclista su strada e pistard belga († 2015)
- 1945 - David Grisman, musicista e compositore statunitense
- 1945 - Ana Amélia Lemos, politica, opinionista e giornalista brasiliana
- 1945 - Krasnodar Rora, allenatore di calcio e calciatore jugoslavo († 2020)
- 1945 - David Milch, autore televisivo e sceneggiatore statunitense
- 1945 - Prince Far I, musicista giamaicano († 1983)
- 1945 - Francis Xavier Yu Soo-il, vescovo cattolico sudcoreano († 2025)
- 1946 - Qamaruzzaman Azmi, filosofo e oratore indiano
- 1946 - Nunzio Bibbò, scultore italiano († 2014)
- 1946 - Verner Blaudzun, ex ciclista su strada danese
- 1946 - Jean-Claude Bonato, ex cestista e allenatore di pallacanestro francese
- 1946 - Jan Poulsen, allenatore di calcio e ex calciatore danese
- 1946 - Barbara Rhoades, attrice statunitense
- 1946 - Ray Ruffels, ex tennista australiano
- 1946 - Giancarlo Sepe, regista teatrale italiano
- 1946 - Gianfranco Todisco, vescovo cattolico italiano
- 1946 - Lori Williams, attrice cinematografica statunitense
- 1946 - Paolo Zellini, matematico e saggista italiano
- 1947 - Carlo Cicuttini, terrorista italiano († 2010)
- 1947 - Christine Gregoire, politica e avvocato statunitense
- 1947 - Yoheved Kaplinsky, insegnante israeliana
- 1947 - Louis Alphonse Koyagialo, politico della Repubblica Democratica del Congo († 2014)
- 1947 - Serena Verdirosi, doppiatrice e direttrice del doppiaggio italiana
- 1948 - Brian Babin, politico statunitense
- 1948 - Andrea Centazzo, percussionista, compositore e produttore discografico italiano
- 1948 - Chantal Lauby, attrice, comica e conduttrice televisiva francese
- 1948 - Penelope Milford, attrice statunitense
- 1948 - Davide Paolini, giornalista, gastronomo e conduttore radiofonico italiano
- 1948 - Alain Roussel, scrittore e poeta francese
- 1949 - Aslaug Dahl, ex fondista norvegese
- 1949 - Karan English, politica statunitense
- 1949 - Trevor Jones, musicista e compositore sudafricano
- 1949 - Irinej Konstantinov, attore bulgaro
- 1949 - Musa Kusa, diplomatico e politico libico
- 1949 - Angelo Massafra, arcivescovo cattolico italiano
- 1949 - Gianni Montanari, traduttore e scrittore italiano († 2020)
- 1949 - John Paul Papanicolaou, imprenditore greco († 2010)
- 1949 - Rudd Pyles, ex sciatore alpino statunitense
- 1950 - Karin Aichhorn, ex cestista austriaca
- 1950 - Maritta Bauerschmidt, ex ginnasta tedesca
- 1950 - Corinne Cléry, attrice francese
- 1950 - Mike Easley, politico e avvocato statunitense
- 1950 - Alain Elkann, giornalista, scrittore e conduttore televisivo italiano
- 1950 - Phil Lanzon, tastierista britannico
- 1950 - Charles Larmore, filosofo statunitense
- 1950 - Ivo Nutarelli, ufficiale e aviatore italiano († 1988)
- 1950 - Alessandra Orselli, ex velocista italiana
- 1950 - Beppo Tonon, personaggio televisivo italiano
- 1951 - Michel Aupetit, arcivescovo cattolico francese
- 1951 - Gianfranco Cianconi, pugile italiano († 2024)
- 1951 - Jill Barklem, scrittrice e illustratrice britannica († 2017)
- 1951 - Ron Jaworski, ex giocatore di football americano statunitense
- 1951 - Phil Keaggy, cantante e chitarrista statunitense
- 1951 - Bernd Landvoigt, ex canottiere tedesco
- 1951 - Jörg Landvoigt, ex canottiere tedesco
- 1951 - Julie Lynn Holmes, ex pattinatrice artistica su ghiaccio statunitense
- 1951 - Karen Young, cantante statunitense († 1991)
- 1952 - Francesco Clemente, pittore e disegnatore italiano
- 1952 - Mokhtar Dhouieb, ex calciatore tunisino
- 1952 - Pola Kinski, attrice tedesca
- 1952 - Vladimir Krivcov, ex nuotatore sovietico
- 1952 - Ugo Malagnino, politico italiano
- 1952 - Marcos Antônio Abdalla Leite, ex cestista brasiliano
- 1952 - Villano III, wrestler messicano († 2018)
- 1952 - Kim Stanley Robinson, scrittore di fantascienza statunitense
- 1952 - Rex Tillerson, dirigente d'azienda e politico statunitense
- 1953 - Debbie Jones, ex giocatrice di curling canadese
- 1953 - Josef Kaczor, ex calciatore tedesco
- 1953 - Rich Kelley, ex cestista statunitense
- 1953 - Chaka Khan, cantante statunitense
- 1953 - Kiran Mazumdar-Shaw, imprenditrice indiana
- 1953 - James Orr, regista, sceneggiatore e produttore cinematografico canadese
- 1953 - Alessandro Scanziani, ex calciatore e allenatore di calcio italiano
- 1953 - Ali Shojaei, ex calciatore iraniano
- 1953 - Neil Smith, bassista australiano († 2013)
- 1953 - Ivica Šurjak, ex calciatore jugoslavo
- 1954 - Geno Auriemma, allenatore di pallacanestro italiano
- 1954 - Kenneth Cole, stilista statunitense
- 1954 - Sergio Criscuoli, giornalista e conduttore televisivo italiano
- 1954 - Nikki Gentile, attrice e modella statunitense
- 1954 - Hideyuki Hori, attore e doppiatore giapponese
- 1954 - Ademar Pereira Marinho, ex calciatore brasiliano
- 1954 - Ahmed Tarbi, sollevatore algerino († 2021)
- 1955 - Alberto Bertoni, poeta, critico letterario e italianista italiano
- 1955 - Angelo Froglia, pittore e scultore italiano († 1997)
- 1955 - Abel Gabuza, arcivescovo cattolico sudafricano († 2021)
- 1955 - Vasile Groapă, ex sollevatore rumeno
- 1955 - Lloyd Jones, scrittore neozelandese
- 1955 - Moses Malone, cestista e allenatore di pallacanestro statunitense († 2015)
- 1955 - Veronica Miriel, attrice cilena
- 1955 - Susan Schwab, politica statunitense
- 1955 - Mauro Tozzi, fotografo e direttore artistico italiano
- 1956 - José Barroso, politico portoghese
- 1956 - Talat Bulut, attore e doppiatore turco
- 1956 - Rita Giaretta, religiosa italiana
- 1956 - Julia Glass, scrittrice statunitense
- 1956 - Serena Grandi, attrice e personaggio televisivo italiana
- 1956 - Jeff Judkins, ex cestista e allenatore di pallacanestro statunitense
- 1956 - Herbert Knaup, attore tedesco
- 1956 - Marcelo Méndez, ex schermidore argentino
- 1956 - Steven Saylor, scrittore statunitense
- 1956 - Aleksej Uljukaev, politico e economista russo
- 1956 - Jeremy Wade, biologo e personaggio televisivo inglese
- 1956 - Graham Watson, politico britannico
- 1957 - Enrico Arosio, giornalista, germanista e traduttore italiano
- 1957 - Sosthenes Bitok, ex mezzofondista e maratoneta keniota
- 1957 - Giancarlo Bruno, ingegnere e opinionista italiano
- 1957 - Ananda Devi, scrittrice mauriziana
- 1957 - Lucio Gutiérrez, politico e militare ecuadoriano
- 1957 - Sheila Ingram, velocista statunitense († 2020)
- 1957 - Robbie James, calciatore gallese († 1998)
- 1957 - Pan Shenghua, ex pallanuotista cinese
- 1957 - Amanda Plummer, attrice statunitense
- 1957 - Pia Wallén, designer svedese
- 1958 - Gustavo Aranzana, allenatore di pallacanestro spagnolo
- 1958 - Étienne De Wilde, ex ciclista su strada e pistard belga
- 1958 - Juris Eisaks, ex slittinista sovietico
- 1958 - Steve Fraser, ex lottatore statunitense
- 1958 - Agustín Gajate, ex calciatore spagnolo
- 1958 - Bengt-Åke Gustafsson, allenatore di hockey su ghiaccio e ex hockeista su ghiaccio svedese
- 1958 - Pekka Haavisto, politico finlandese
- 1958 - Steve Madden, stilista e imprenditore statunitense
- 1958 - Elisa Molinari, fisica italiana
- 1958 - Mauro Maria Morfino, vescovo cattolico italiano
- 1958 - Zoltán Péter, ex calciatore ungherese
- 1958 - Dirk Stahmann, ex calciatore tedesco orientale
- 1959 - Giancarlo Aquilanti, compositore e direttore di banda italiano
- 1959 - Fabrizio Celestini, produttore cinematografico, produttore teatrale e imprenditore italiano
- 1959 - Heriberto González, ex schermidore cubano
- 1959 - Vakht'ang K'akhidze, compositore e direttore d'orchestra georgiano
- 1959 - Catherine Keener, attrice statunitense
- 1959 - Jānis Urbanovičs, politico lettone
- 1959 - Mario Valducci, ex politico e imprenditore italiano
- 1960 - Enrique Aja, ex ciclista su strada spagnolo
- 1960 - Giuseppe Brucato, allenatore di calcio italiano
- 1960 - Giuseppe Catalano, allenatore di calcio e ex calciatore italiano
- 1960 - Rafael Ferrer, attore statunitense
- 1960 - Franz Hörmann, economista austriaco
- 1960 - Andrea Lastrucci, arbitro di calcio a 5 italiano († 2020)
- 1960 - Bill Metoyer, produttore discografico statunitense
- 1960 - Yōko Tawada, scrittrice giapponese
- 1961 - Eivind Aarset, chitarrista norvegese
- 1961 - Luca Bergamini, dirigente sportivo e ex giocatore di calcio a 5 italiano
- 1961 - Steve Holmes, attore pornografico rumeno
- 1961 - Francesco Ferrante, ambientalista e politico italiano
- 1961 - Craig Green, ex rugbista a 15 e allenatore di rugby a 15 neozelandese
- 1961 - Ali Hewson, attivista irlandese
- 1961 - Chinche Lafuente, ex cestista spagnolo
- 1961 - Paolo Marcheschi, politico italiano
- 1961 - Norrie McCathie, calciatore scozzese († 1996)
- 1962 - Ivica Barbarić, allenatore di calcio e ex calciatore jugoslavo
- 1962 - Marc Cherry, produttore televisivo e scrittore statunitense
- 1962 - David C. Johnson, regista e sceneggiatore statunitense
- 1962 - Joël Pelier, ex ciclista su strada francese
- 1962 - Steve Redgrave, canottiere britannico
- 1962 - Michael Woods, ex calciatore maltese
- 1962 - Jenny Wright, attrice statunitense
- 1962 - Basil al-Assad, politico e militare siriano († 1994)
- 1963 - Francesco Attolico, ex pallanuotista italiano
- 1963 - Marian Bantjes, designer canadese
- 1963 - Paul Carafotes, attore statunitense
- 1963 - Larry Fessenden, attore, regista e produttore cinematografico statunitense
- 1963 - Mohammad Seddigh Kaboudvand, attivista e giornalista iraniano
- 1963 - Juan Ramón López Caro, allenatore di calcio spagnolo
- 1963 - Míchel, allenatore di calcio e ex calciatore spagnolo
- 1963 - Roberto Molinelli, compositore, direttore d'orchestra e violista italiano
- 1963 - Ana Fidelia Quirot, ex mezzofondista e velocista cubana
- 1963 - Jorge Rinaldi, ex calciatore argentino
- 1963 - Alvin Toles, ex giocatore di football americano statunitense
- 1963 - Sergio Trama, illustratore e grafico italiano
- 1963 - Mila Vešović, scrittrice e pittrice serba
- 1964 - Jonathan Ames, scrittore statunitense
- 1964 - Hope Davis, attrice statunitense
- 1964 - Domenico Di Carlo, allenatore di calcio e ex calciatore italiano
- 1964 - Michael Frontzeck, allenatore di calcio e ex calciatore tedesco
- 1964 - Lodge Kerrigan, regista e sceneggiatore statunitense
- 1964 - Kim Jong-keon, ex calciatore sudcoreano
- 1964 - Marta de Souza Sobral, ex cestista brasiliana
- 1964 - John Mitchell, ex rugbista a 15 e allenatore di rugby a 15 neozelandese
- 1964 - Kyoko Nakajima, scrittrice giapponese
- 1964 - John Pinette, attore e comico statunitense († 2014)
- 1964 - Neno Terzijski, ex sollevatore bulgaro
- 1964 - Óscar de Jesús Vargas, dirigente sportivo e ex ciclista su strada colombiano
- 1964 - Mary Zophres, costumista statunitense
- 1965 - Costanzio Barcella, ex calciatore italiano
- 1965 - Sarah Buxton, attrice statunitense
- 1965 - Sérgio Luiz Coelho Pinto, ex giocatore di calcio a 5 brasiliano
- 1965 - Sabrina Giannini, giornalista, autrice televisiva e conduttrice televisiva italiana
- 1965 - Richard Grieco, attore e modello statunitense
- 1965 - Aneta Kręglicka, modella polacca
- 1965 - José Leal, allenatore di calcio e ex calciatore angolano
- 1965 - Mário Tilico, ex calciatore brasiliano
- 1965 - Daren Puppa, ex hockeista su ghiaccio canadese
- 1965 - Wayne Pére, attore statunitense
- 1965 - Nicoletta Simeone, conduttrice radiofonica italiana
- 1965 - Giovanni Strazzer, ex ciclista su strada italiano
- 1965 - Antônio Benedito da Silva, ex calciatore brasiliano
- 1966 - Michael Anderson, ex cestista statunitense
- 1966 - Héctor Chiriboga, ex calciatore ecuadoriano
- 1966 - Fabio Corbani, allenatore di pallacanestro italiano
- 1966 - Marin Hinkle, attrice statunitense
- 1966 - Oleg Kononov, allenatore di calcio e ex calciatore bielorusso
- 1966 - Blanca Marsillach, attrice spagnola
- 1966 - Frank Martin, allenatore di pallacanestro statunitense
- 1966 - Thomas Matter, imprenditore e politico svizzero
- 1966 - Marek Maďarič, politico slovacco
- 1966 - Tim Miles, allenatore di pallacanestro statunitense
- 1966 - Martin Ndongo-Ebanga, pugile camerunese († 2024)
- 1966 - Alfred Nijhuis, allenatore di calcio e ex calciatore olandese
- 1966 - Richard van Poelgeest, ex cestista olandese
- 1966 - László Répási, ex calciatore ungherese
- 1966 - Luca Sandri, attore, doppiatore e direttore del doppiaggio italiano
- 1966 - Klaus Waldeck, musicista e produttore discografico austriaco
- 1967 - Nicoletta Bortolotti, scrittrice italiana
- 1967 - Franco Brambilla, illustratore italiano
- 1967 - Giorgio Ciccarelli, cantautore italiano
- 1967 - Sandra Ferguson, attrice statunitense
- 1967 - Sergi Gordo Rodríguez, vescovo cattolico spagnolo
- 1967 - Stefan Krämer, allenatore di calcio tedesco
- 1967 - Mark Lackie, ex pattinatore di short track canadese
- 1967 - Kristian Laferla, ex calciatore maltese
- 1967 - Jonella Ligresti, imprenditrice italiana
- 1967 - Henry John Woodcock, magistrato italiano
- 1968 - Damon Albarn, cantante, cantautore e polistrumentista britannico
- 1968 - Andrea Belluzzi, avvocato e politico sammarinese
- 1968 - Angelo Carbone, ex calciatore italiano
- 1968 - Andrea Cecchi, ex nuotatore italiano
- 1968 - Carlo Alberto Cova, ex pallavolista italiano
- 1968 - En Esch, musicista e cantante tedesco
- 1968 - Mario Alberto Guillén Suárez, ingegnere, avvocato e politico boliviano
- 1968 - Fernando Hierro, dirigente sportivo, allenatore di calcio e ex calciatore spagnolo
- 1968 - Virginio Lunardi, ex saltatore con gli sci italiano
- 1968 - Andrea Maffei, architetto italiano
- 1968 - Filippo Malatesta, cantautore italiano
- 1968 - Claudia Marchionni, giornalista italiana
- 1968 - Claudio Nunes, giocatore di bridge italiano
- 1968 - Zak Penn, sceneggiatore e regista statunitense
- 1968 - Elisa Rea, ex mezzofondista italiana
- 1968 - Pacheta, allenatore di calcio, dirigente sportivo e ex calciatore spagnolo
- 1968 - Zhang Shan, ex tiratrice a volo cinese
- 1969 - David Anthony Durham, scrittore statunitense
- 1969 - Rosario Fina, dirigente sportivo e ex ciclista su strada italiano
- 1969 - Pierre Kolp, compositore e pedagogo belga
- 1969 - Roy Lee, produttore cinematografico e produttore televisivo statunitense
- 1969 - Jeffrey Lieber, sceneggiatore e produttore televisivo statunitense
- 1969 - Youri Mulder, allenatore di calcio e ex calciatore olandese
- 1969 - Fredrik Nyberg, ex sciatore alpino svedese
- 1969 - Massimiliano Oldoini, allenatore di pallacanestro italiano
- 1969 - David M. Rosenthal, regista, sceneggiatore e produttore cinematografico statunitense
- 1969 - Alessandro Scottà, ex sciatore freestyle italiano
- 1970 - Melissa Errico, attrice e soprano statunitense
- 1970 - Bernardino Giordano, vescovo cattolico italiano
- 1970 - Patrick Holzer, ex sciatore alpino italiano
- 1970 - Gianni Infantino, dirigente sportivo italiano
- 1970 - Alberto Montaño, ex calciatore ecuadoriano
- 1970 - Simone Mottini, ex sciatore freestyle italiano
- 1970 - Dželaludin Muharemović, allenatore di calcio e ex calciatore bosniaco
- 1970 - Carl Pickens, ex giocatore di football americano statunitense
- 1970 - Jana Pospíšilová, ex tennista ceca
- 1970 - Vitalij Sidorov, ex discobolo ucraino
- 1970 - Denis Zanette, ciclista su strada italiano († 2003)
- 1970 - Rogério Fonseca da Silva, ex calciatore brasiliano
- 1971 - Jason Batty, ex calciatore neozelandese
- 1971 - Aleksandar Džikić, allenatore di pallacanestro serbo
- 1971 - Sergej Grezin, ex cestista russo
- 1971 - Bill Kelliher, chitarrista e cantante statunitense
- 1971 - Abe Laboriel Jr., batterista statunitense
- 1971 - Carmen Masola, soprano italiano
- 1971 - Günther Mast, ex sciatore alpino tedesco
- 1971 - Karen McDougal, modella statunitense
- 1971 - Carlo Pavese, direttore di coro e compositore italiano
- 1971 - Eva María Pedraza López, modella spagnola
- 1971 - Valentino Picone, comico, attore e cabarettista italiano
- 1971 - Andrea Rivera, comico e personaggio televisivo italiano
- 1971 - Almudena Vara, ex cestista spagnola
- 1971 - Hiroyoshi Tenzan, wrestler giapponese
- 1971 - Yang Hyung-mo, lottatore sudcoreano
- 1971 - Yasmeen Ghauri, supermodella canadese
- 1972 - Fabio Balducci, pilota motociclistico italiano
- 1972 - Jonas Björkman, allenatore di tennis e ex tennista svedese
- 1972 - Joe Calzaghe, ex pugile britannico
- 1972 - Judith Godrèche, attrice e scrittrice francese
- 1972 - Abdeljalil Hadda, ex calciatore marocchino
- 1972 - Annamaria Malipiero, attrice e ex modella italiana
- 1972 - Guus Meeuwis, cantautore e chitarrista olandese
- 1972 - Evgenij Mit'kov, ex pallavolista russo
- 1972 - Luigi Molino, allenatore di calcio e ex calciatore italiano
- 1972 - Peter Møller, ex calciatore danese
- 1972 - Daniel Prodan, calciatore rumeno († 2016)
- 1972 - Georgianna Robertson, supermodella giamaicana
- 1972 - Nuria Roca, conduttrice televisiva e attrice televisiva spagnola
- 1972 - Rafael Suárez, schermidore venezuelano
- 1972 - Erwin Vervecken, ex ciclocrossista e ciclista su strada belga
- 1973 - Delphine Batho, politica e ambientalista francese
- 1973 - Stefano Casagranda, ex ciclista su strada italiano
- 1973 - Christianne Casimir, ex pentatleta tedesca
- 1973 - Federico Di Pofi, doppiatore italiano
- 1973 - Jerzy Dudek, dirigente sportivo e ex calciatore polacco
- 1973 - Michela Fanini, ciclista su strada italiana († 1994)
- 1973 - Mirwaiz Umar Farooq, politico e religioso indiano
- 1973 - Jason Kidd, allenatore di pallacanestro e ex cestista statunitense
- 1973 - Felix Kramer, attore tedesco
- 1973 - Milorad Mažić, arbitro di calcio serbo
- 1973 - David Vaughn, ex cestista statunitense
- 1974 - Cristian Baglieri, ex calciatore italiano
- 1974 - Andrea Brabencová, ex cestista ceca
- 1974 - Jaume Collet-Serra, regista e produttore cinematografico spagnolo
- 1974 - Mark Hunt, artista marziale misto e kickboxer neozelandese
- 1974 - Camilla Martin, ex giocatrice di badminton danese
- 1974 - Randall Park, attore statunitense
- 1974 - Patrick Tabacco, rugbista a 15, allenatore di rugby a 15 e imprenditore francese
- 1974 - Eric Washington, ex cestista statunitense
- 1975 - Francesc Arnau, calciatore spagnolo († 2021)
- 1975 - Hashim El Desuoky, ex giocatore di calcio a 5 egiziano
- 1975 - Rita Grande, ex tennista e commentatrice televisiva italiana
- 1975 - Adnen Helali, poeta e attore tunisino
- 1975 - Nicolas Lhernould, arcivescovo cattolico francese
- 1975 - Cătălin Liță, procuratore sportivo e ex calciatore rumeno
- 1975 - Kazuya Minekura, fumettista giapponese
- 1975 - Karl-Johan Persson, imprenditore svedese
- 1976 - Øivind Berg, ex calciatore norvegese
- 1976 - Andrea Cottini, ex calciatore italiano
- 1976 - Charlie Tango, produttore cinematografico e regista italiano
- 1976 - Chris Hoy, ex pistard britannico
- 1976 - Dougie Lampkin, pilota motociclistico britannico
- 1976 - Michelle Monaghan, attrice statunitense
- 1976 - Lena Park, cantautrice e compositrice sudcoreana
- 1976 - Jeļena Rubļevska, pentatleta lettone
- 1976 - Keri Russell, attrice statunitense
- 1976 - Félix Tagawa, allenatore di calcio e ex calciatore tahitiano
- 1976 - Mariano Toedtli, allenatore di calcio e ex calciatore argentino
- 1976 - Tyson Tomko, ex wrestler statunitense
- 1976 - Elisa Tovati, cantante e attrice francese
- 1976 - Ricardo Zonta, pilota automobilistico brasiliano
- 1976 - Marcos Gomes de Araujo, ex calciatore brasiliano
- 1977 - Julien Allemand, pilota motociclistico francese
- 1977 - Wayne Carpendale, attore e personaggio televisivo tedesco
- 1977 - Vincenzo Di Bella, pilota di rally italiano
- 1977 - Daniel Espinosa, regista, sceneggiatore e produttore cinematografico svedese
- 1977 - Norman Gobbi, politico svizzero
- 1977 - Maksim Marinin, ex pattinatore artistico su ghiaccio russo
- 1977 - Brad Meester, ex giocatore di football americano statunitense
- 1977 - Sammy Morris, ex giocatore di football americano e allenatore di football americano inglese
- 1977 - Joanna Page, attrice gallese
- 1977 - Giuseppe Patriarca, ex pallavolista e allenatore di pallavolo italiano
- 1978 - Vitalij Budovs'kyj, pentatleta ucraino
- 1978 - Michele Canevarolo, ex pistard e ciclista su strada italiano
- 1978 - Alejandro Carrasco, ex calciatore cileno
- 1978 - April Flowers, ex attrice pornografica statunitense
- 1978 - Anastasia Griffith, attrice inglese
- 1978 - Perez Hilton, blogger, personaggio televisivo e attivista statunitense
- 1978 - Helena Josefsson, cantante svedese
- 1978 - György Kozmann, canoista ungherese
- 1978 - Liu Ye, attore cinese
- 1978 - Piero Mazzocchetti, cantante e tenore italiano
- 1978 - Morné Nagel, velocista sudafricano
- 1978 - Gernot Plassnegger, ex calciatore austriaco
- 1978 - Florence Portelli, politica francese
- 1978 - Abram Raselemane, calciatore sudafricano († 2008)
- 1978 - Walter Samuel, allenatore di calcio e ex calciatore argentino
- 1978 - Patrick Thaler, ex sciatore alpino italiano
- 1978 - Nicholle Tom, attrice e doppiatrice statunitense
- 1979 - Lawrence Adjei, ex calciatore ghanese
- 1979 - Valerio Antezza, hockeista su pista e allenatore di hockey su pista italiano
- 1979 - Mark Buehrle, ex giocatore di baseball statunitense
- 1979 - Fernando dos Santos, ex calciatore brasiliano
- 1979 - Ray Gordy, ex wrestler statunitense
- 1979 - Natalia Hadjiloizou, ex nuotatrice bielorussa
- 1979 - Tayyiba Haneef, dirigente sportiva, allenatrice di pallavolo e ex pallavolista statunitense
- 1979 - Misty Hyman, nuotatrice statunitense
- 1979 - Hiromi Kawabata, ex cestista giapponese
- 1979 - Nobuo Kyō, attore giapponese
- 1979 - Serge-Alain Liri, ex calciatore ivoriano
- 1979 - Vincenzo Marruocco, allenatore di calcio e ex calciatore italiano
- 1979 - Ľubomír Meszároš, ex calciatore slovacco
- 1979 - Laura Nicolini, ex pallavolista italiana
- 1979 - Ariel Rechtshaid, produttore discografico e polistrumentista statunitense
- 1979 - Saša Vasiljević, ex cestista bosniaco
- 1980 - Asaf Avidan, cantautore, musicista e polistrumentista israeliano
- 1980 - Érika Coimbra, ex pallavolista brasiliana
- 1980 - Luca Conte, ex cestista italiano
- 1980 - Ryan Day, giocatore di snooker gallese
- 1980 - Riccardo Gissi, ex calciatore italiano
- 1980 - Kafétien Gomis, lunghista francese
- 1980 - Goran Ikonić, ex cestista e allenatore di pallacanestro bosniaco
- 1980 - Kateřina Křížová, ex cestista ceca
- 1980 - Michael Nelson, allenatore di calcio e ex calciatore inglese
- 1980 - Roberto Rolfo, pilota motociclistico italiano
- 1980 - Ljudmila Skavronskaja, ex tennista russa
- 1980 - Edrissa Sonko, ex calciatore gambiano
- 1980 - Simone Toni, attore teatrale e regista teatrale italiano
- 1981 - Pedro Juan Benítez, calciatore paraguaiano
- 1981 - Neal Bledsoe, attore canadese
- 1981 - Roger Aa Djupvik, ex fondista norvegese
- 1981 - Kurt Fearnley, atleta paralimpico australiano
- 1981 - Joseph Forte, ex cestista statunitense
- 1981 - Takeshi Honda, ex pattinatore artistico su ghiaccio giapponese
- 1981 - Maximo Kausch, alpinista argentino
- 1981 - Glen McGowan, ex cestista statunitense
- 1981 - Madalene Mitongu Ntumba, ex cestista italiana
- 1981 - Shelley Rudman, skeletonista britannica
- 1981 - Giuseppe Sculli, ex calciatore italiano
- 1981 - Victor Simões, ex calciatore brasiliano
- 1981 - Brett Young, cantautore statunitense
- 1982 - Said Bakkati, allenatore di calcio e ex calciatore olandese
- 1982 - Cristina Ciocan, ex cestista rumena
- 1982 - Yassine El Fathaoui, maratoneta italiano
- 1982 - Paride Grillo, ex ciclista su strada italiano
- 1982 - Sinthaweechai Hathairattanakool, ex calciatore thailandese
- 1982 - Werner Heel, ex sciatore alpino italiano
- 1982 - Goran Lovré, ex calciatore serbo
- 1982 - Juan José Morales, ex calciatore argentino
- 1982 - Henri Myntti, ex calciatore finlandese
- 1982 - Marianela Núñez, ballerina argentina
- 1982 - Jeff Parke, ex calciatore statunitense
- 1982 - Anna Rybaczewski, ex pallavolista francese
- 1982 - Djibril Sidibé, ex calciatore maliano
- 1982 - Agnieszka Szott, ex cestista polacca
- 1982 - Zhang Ping, ex pallavolista cinese
- 1983 - Cleiton Xavier, ex calciatore brasiliano
- 1983 - Marcel Eger, ex calciatore tedesco
- 1983 - Mo Farah, mezzofondista e maratoneta britannico
- 1983 - Morgan Gould, ex calciatore sudafricano
- 1983 - Kader Mangane, dirigente sportivo e ex calciatore senegalese
- 1983 - Loree Moore, ex cestista e allenatrice di pallacanestro statunitense
- 1983 - Jon Otsemobor, ex calciatore inglese
- 1983 - Sascha Riether, ex calciatore tedesco
- 1983 - Jerome Thomas, ex calciatore inglese
- 1983 - Philipp Zeller, hockeista su prato tedesco
- 1983 - Luka Žinko, ex calciatore sloveno
- 1984 - McKinley Belcher III, attore statunitense
- 1984 - Ronaille Calheira, ex calciatore brasiliano
- 1984 - Isaac Chansa, ex calciatore zambiano
- 1984 - Riff Cohen, cantautrice e attrice israeliana
- 1984 - Lazhar Hadj Aïssa, calciatore algerino
- 1984 - Francesco Lodi, dirigente sportivo e ex calciatore italiano
- 1984 - Nevruz, cantautore, musicista e attore italiano
- 1984 - Luis Ángel Maté, ex ciclista su strada spagnolo
- 1984 - Silvano Mulas, fantino italiano
- 1984 - Nchimunya Mweetwa, ex calciatore zambiano
- 1985 - Celeste D'Arrando, politica italiana
- 1985 - Manuel Fortuna, cestista dominicano
- 1985 - Jonathan Hivert, ex ciclista su strada francese
- 1985 - Elmar Hofer, ex sciatore alpino italiano
- 1985 - Maurice Jones-Drew, ex giocatore di football americano statunitense
- 1985 - Piotr Leciejewski, ex calciatore polacco
- 1985 - Regina Mader, ex sciatrice alpina austriaca
- 1985 - Bethanie Mattek-Sands, tennista statunitense
- 1985 - Stevie McCrorie, cantante scozzese
- 1985 - Memphis Monroe, ex attrice pornografica statunitense
- 1985 - Anna Michajlovna Nikulina, danzatrice russa
- 1985 - Mar'jana Spivak, attrice russa
- 1986 - Mohamed Musa Ali, calciatore qatariota
- 1986 - Fabián Assmann, ex calciatore argentino
- 1986 - Ruslana Cychoc'ka, triplista ucraina
- 1986 - Denis Dmitriev, pistard russo
- 1986 - Andrea Dovizioso, pilota motociclistico italiano
- 1986 - Brett Eldredge, cantautore statunitense
- 1986 - Eyong Enoh, ex calciatore camerunese
- 1986 - Erika Ferraioli, ex nuotatrice italiana
- 1986 - Ben Rappaport, attore statunitense
- 1986 - Olexandr Sadovyy, pallanuotista ucraino
- 1986 - Frédéric Sammaritano, ex calciatore francese
- 1986 - Radostina Slavova, ex cestista bulgara
- 1986 - Steven Strait, attore statunitense
- 1986 - Juan Varea, ex calciatore argentino
- 1987 - Filip Burkhardt, calciatore polacco
- 1987 - Rayco García Dauta, ex calciatore spagnolo
- 1987 - Emanuele Mauti, pallanuotista italiano
- 1987 - Anže Mravlja, ex sciatore alpino sloveno
- 1987 - Sergio Noda, pallavolista spagnolo
- 1987 - Rodrigo Quiroga, pallavolista argentino
- 1987 - Kangana Ranaut, attrice indiana
- 1987 - MOTi, disc jockey e produttore discografico olandese
- 1987 - Dušan Sidor, ex hockeista su ghiaccio slovacco
- 1988 - Rose Anderson, ex cestista britannica
- 1988 - Vanessa Bernauer, ex calciatrice svizzera
- 1988 - Dellin Betances, giocatore di baseball statunitense
- 1988 - Miguel Curiel, calciatore peruviano
- 1988 - Ibrahim el-Gammal, cestista egiziano
- 1988 - Lenny, ex calciatore brasiliano
- 1988 - Cristian García, calciatore argentino
- 1988 - Ângelina Golome, cestista angolana
- 1988 - Alejandro González, calciatore uruguaiano
- 1988 - Ana Grbac, pallavolista croata
- 1988 - Matthew Hannan, wrestler statunitense
- 1988 - Svetlana Igumenova, taekwondoka russa
- 1988 - Jason Kenny, pistard britannico
- 1988 - Katarina Lavtar, ex sciatrice alpina slovena
- 1988 - Soso Maness, rapper francese
- 1988 - Fredrik Nilsen, giocatore di calcio a 5 e calciatore norvegese
- 1988 - Ayana Onozuka, sciatrice freestyle giapponese
- 1988 - Iva Roglić, cestista serba
- 1988 - Tomoya Ugajin, calciatore giapponese
- 1988 - Srđan Vujaklija, calciatore serbo
- 1988 - Arianna Zampieri, cestista italiana
- 1988 - Ján Zápotoka, calciatore slovacco
- 1989 - Edu Bedia, calciatore spagnolo
- 1989 - Francesco Bettella, nuotatore italiano
- 1989 - Melek Bilge, ex cestista turca
- 1989 - Karim Boutadjine, ex calciatore francese
- 1989 - Natalie Burton, cestista e allenatrice di pallacanestro australiana
- 1989 - Eric Maxim Choupo-Moting, calciatore tedesco
- 1989 - Andrea Coghe, fantino italiano
- 1989 - Julia Cohen, ex tennista statunitense
- 1989 - Claudio Corvalán, calciatore argentino
- 1989 - Eirik Evjen, attore norvegese
- 1989 - Ewerton, ex calciatore brasiliano
- 1989 - Eva de Goede, hockeista su prato olandese
- 1989 - Nikola Gulan, ex calciatore serbo
- 1989 - Aridane Hernández, calciatore spagnolo
- 1989 - Andrejs Kovaļovs, calciatore lettone
- 1989 - Formose Mendy, calciatore guineense
- 1989 - Mike Will Made It, produttore discografico statunitense
- 1989 - Mobrici, cantautore italiano
- 1989 - Marco Modolo, ex calciatore italiano
- 1989 - Julián Montenegro, calciatore argentino
- 1989 - Gelmin Rivas, ex calciatore venezuelano
- 1989 - Sara Cerdas, medico e politica portoghese
- 1989 - Jerry Tuwai, rugbista a 15 figiano
- 1989 - Jim Watson, attore canadese
- 1989 - Tyra White, ex cestista statunitense
- 1990 - Andreas Albers, calciatore danese
- 1990 - Jaime Alguersuari, ex pilota automobilistico e disc jockey spagnolo
- 1990 - Katarzyna Daleszczyk, calciatrice polacca
- 1990 - Ahmed Mohamed El Sayed, calciatore qatariota
- 1990 - Miguel Escalona, calciatore cileno
- 1990 - Eugenia di York, principessa britannica
- 1990 - Wuilito Fernandes, ex calciatore capoverdiano
- 1990 - Naz Göktan, attrice e ballerina turca
- 1990 - Gordon Hayward, ex cestista statunitense
- 1990 - Ignace Iamak, calciatore vanuatuano
- 1990 - Oleksandr Il'juščenkov, calciatore ucraino
- 1990 - Robert Johansson, saltatore con gli sci norvegese
- 1990 - Leonardo Leyva, pallavolista cubano
- 1990 - Renan Ribeiro, calciatore brasiliano
- 1990 - Patrick Schweiger, ex sciatore alpino austriaco
- 1990 - Béla Török, pallanuotista ungherese
- 1990 - Adnan Zahirović, calciatore bosniaco
- 1991 - Fernando Alarza, triatleta spagnolo
- 1991 - Jorge Bazán, calciatore peruviano
- 1991 - Facundo Campazzo, cestista argentino
- 1991 - Stefan Deak, calciatore serbo
- 1991 - María Escoto, ex pallavolista, dirigente sportiva e allenatrice di pallavolo portoricana
- 1991 - Pierre Hampton, cestista svedese
- 1991 - Erik Haula, hockeista su ghiaccio finlandese
- 1991 - Milan Heča, calciatore ceco
- 1991 - Robert Hovhannisyan, scacchista armeno
- 1991 - Anton Kravčenko, calciatore ucraino
- 1991 - Miguel Martínez, lottatore cubano
- 1991 - Małgorzata Misiuk, ex cestista polacca
- 1991 - Mike Mutyaba, calciatore ugandese
- 1991 - Brian Ormson, rugbista a 15 argentino
- 1991 - Paulius Petrilevičius, cestista lituano
- 1991 - Juan David Pérez, calciatore colombiano
- 1991 - Rubén Rochina, calciatore spagnolo
- 1991 - Song Chaoqing, ex biatleta cinese
- 1991 - Bensu Soral, attrice turca
- 1991 - Gregg Wylde, calciatore scozzese
- 1991 - Alin Petru Zaharia, canottiere italiano
- 1992 - Lewis Burton, ex tennista e modello britannico
- 1992 - Clément Carisey, ciclista su strada francese
- 1992 - Tolga Ciğerci, calciatore turco
- 1992 - Giada Colombo, canottiera italiana
- 1992 - Ana Marcela Cunha, nuotatrice brasiliana
- 1992 - Christian Díaz, cestista spagnolo
- 1992 - Bastien Héry, calciatore malgascio
- 1992 - Kyrie Irving, cestista statunitense
- 1992 - Fahad Khalfan, calciatore qatariota
- 1992 - Vanessa Morgan, attrice e cantante canadese
- 1992 - Katie Nazer-Hennings, attrice australiana
- 1992 - Luce Ndolo Ewelé, calciatrice francese
- 1992 - Gastón Rodríguez Maeso, calciatore uruguaiano
- 1992 - Axel Rombaldoni, scacchista italiano
- 1992 - Marlon Tapales, pugile filippino
- 1992 - Topic, disc jockey, musicista e produttore discografico tedesco
- 1992 - Nikos Tsoukalos, calciatore greco
- 1992 - Ejike Uzoenyi, ex calciatore nigeriano
- 1992 - Igor Vetokele, calciatore angolano
- 1992 - Jan Waldner, ex hockeista su ghiaccio italiano
- 1992 - Diego Živulić, calciatore croato
- 1993 - Giorginho Aguirre, calciatore uruguaiano
- 1993 - Hendra Bayauw, calciatore indonesiano
- 1993 - Daniel Borges, calciatore brasiliano
- 1993 - Domen Bratož, cestista sloveno
- 1993 - Roberto Carballés Baena, tennista spagnolo
- 1993 - Quinn Cook, cestista statunitense
- 1993 - Dimitri Foulquier, calciatore francese
- 1993 - Taylor Henderson, cantante australiano
- 1993 - Shaquille Hines, cestista statunitense
- 1993 - Ol'ga Ivanova, taekwondoka russa
- 1993 - Aytaç Kara, calciatore turco
- 1993 - Weerawut Kayem, calciatore thailandese
- 1993 - Kévin Koubemba, calciatore francese
- 1993 - Lee Hyun-woo, attore sudcoreano
- 1993 - Kimberley Leggett, modella malese
- 1993 - Daniel Maffia, ex hockeista su ghiaccio italiano
- 1993 - Melissa Martinelli, ex pallavolista italiana
- 1993 - Maxwell, rapper tedesco
- 1993 - Salomon Nirisarike, calciatore ruandese
- 1993 - Sergiu Popovici, calciatore rumeno
- 1993 - Sergio Rochet, calciatore uruguaiano
- 1993 - Cristian Sain, calciatore argentino
- 1993 - JP Saxe, cantautore canadese
- 1993 - Peter Shalulile, calciatore namibiano
- 1993 - Buğrahan Tuncer, cestista turco
- 1993 - DeVonte Upson, cestista statunitense
- 1993 - Kevin Vázquez, calciatore spagnolo
- 1993 - Elisa del Estal, calciatrice spagnola
- 1994 - Vadal Alexander, giocatore di football americano statunitense
- 1994 - Omri Altman, calciatore israeliano
- 1994 - Samuel Asamoah, calciatore ghanese
- 1994 - Larry Azouni, calciatore tunisino
- 1994 - Adrián Dalmau, calciatore spagnolo
- 1994 - Giovanni Díaz, giavellottista paraguaiano
- 1994 - Caleb Ekuban, calciatore ghanese
- 1994 - Malaika Firth, modella keniota
- 1994 - Derlis González Galeano, calciatore paraguaiano
- 1994 - Tee Grizzley, rapper statunitense
- 1994 - Marlon Hairston, calciatore statunitense
- 1994 - Rami Hamadeh, calciatore palestinese
- 1994 - Hossein Kanaanizadegan, calciatore iraniano
- 1994 - Gadi Kinda, calciatore etiope († 2025)
- 1994 - Jito Kok, cestista olandese
- 1994 - Lawrence Lartey, calciatore ghanese
- 1994 - Peter Leeuwenburgh, calciatore olandese
- 1994 - Ricardo Louis, giocatore di football americano statunitense
- 1994 - Nina Lussi, saltatrice con gli sci statunitense
- 1994 - Joseph Mpande, calciatore ugandese
- 1994 - Dominika Owczarzak, cestista polacca
- 1994 - Radoslav Peković, cestista serbo
- 1994 - Nick Powell, calciatore inglese
- 1994 - Danny Rogers, calciatore irlandese
- 1994 - Rob Schoofs, calciatore belga
- 1994 - Oussama Tannane, calciatore marocchino
- 1994 - Bridger Zadina, attore statunitense
- 1995 - Davide Banini, hockeista su pista italiano
- 1995 - Michael Cherry, velocista statunitense
- 1995 - Renato Giammarioli, rugbista a 15 italiano
- 1995 - Giulia Grassino, calciatrice italiana
- 1995 - CJ Hamilton, calciatore inglese
- 1995 - Alex Kessidis, lottatore svedese
- 1995 - Vincent Kesteloot, cestista belga
- 1995 - Ester Ledecká, snowboarder e sciatrice alpina ceca
- 1995 - Jan Lisiecki, pianista e musicista canadese
- 1995 - Ivan Lučić, calciatore austriaco
- 1995 - Guido Mainero, calciatore argentino
- 1995 - Victoria Pedretti, attrice statunitense
- 1995 - Scott Quessenberry, giocatore di football americano statunitense
- 1995 - Juan Sebastián Quintero, calciatore colombiano
- 1995 - Maxime Roos, cestista francese
- 1995 - Matthias Salzburger, regista, sceneggiatore e produttore cinematografico italiano
- 1995 - Alessandro Spatti, cestista italiano
- 1995 - Dora Tchakounté, sollevatrice francese
- 1995 - Ozan Tufan, calciatore turco
- 1996 - Francis Abong, mezzofondista keniano
- 1996 - Alexander Albon, pilota automobilistico thailandese
- 1996 - Dženis Beganović, calciatore bosniaco
- 1996 - Lucas Cavalcante Silva Afonso, calciatore brasiliano
- 1996 - Delphine Claudel, fondista francese
- 1996 - Hugo Grenier, tennista francese
- 1996 - Jin An, cestista sudcoreana
- 1996 - Dwayne Lautier-Ogunleye, cestista britannico
- 1996 - Kimberley Le Court, ciclista su strada e mountain biker mauriziana
- 1996 - Petros Orfanidīs, calciatore greco
- 1996 - Sergi Palencia, calciatore spagnolo
- 1996 - Caliya Robinson, cestista statunitense
- 1996 - Desi Rodriguez, cestista statunitense
- 1997 - Ahmed Ramadan, calciatore egiziano
- 1997 - Grégory Alldritt, rugbista a 15 francese
- 1997 - Tanner Beason, calciatore statunitense
- 1997 - Georgia Burgess, ex sciatrice alpina canadese
- 1997 - D'Wayne Eskridge, giocatore di football americano statunitense
- 1997 - Andrea Grandoni, calciatore sammarinese
- 1997 - Iago Amaral Borduchi, calciatore brasiliano
- 1997 - Thiago Maia, calciatore brasiliano
- 1997 - Milagros Menéndez, calciatrice argentina
- 1997 - Sebas Moyano, calciatore spagnolo
- 1997 - Andrea Pellegrino, tennista italiano
- 1997 - Danilo Quaranta, calciatore italiano
- 1997 - Filip Steinwall, ex sciatore alpino svedese
- 1997 - Paula Strautmane, cestista lettone
- 1997 - David Sualehe, calciatore portoghese
- 1997 - Nkosi Tafari, calciatore statunitense
- 1997 - Cláudio Tavares, calciatore portoghese
- 1997 - Stephen Thompson, cestista statunitense
- 1998 - Prince Balde, calciatore liberiano
- 1998 - Kaila Charles, cestista statunitense
- 1998 - Baron Kibamba, calciatore congolese (Repubblica del Congo)
- 1998 - Yusuf Lawal, calciatore nigeriano
- 1998 - Vinícius Locatelli, calciatore brasiliano
- 1998 - Aleksandr Melichov, calciatore russo
- 1998 - Matías Palavecino, calciatore argentino
- 1998 - Alessia Piazza, calciatrice italiana
- 1998 - Przemysław Płacheta, calciatore polacco
- 1998 - Genaro Rodríguez, calciatore spagnolo
- 1998 - Gonzalo Villar, calciatore spagnolo
- 1999 - Andrea Bagioli, ciclista su strada italiano
- 1999 - Quando Rondo, rapper, cantante e produttore discografico statunitense
- 1999 - Dylan Caro, calciatore peruviano
- 1999 - Celliphine Chespol, ostacolista e mezzofondista keniana
- 1999 - Raymond Ekevwo, velocista nigeriano
- 1999 - Daam Foulon, calciatore belga
- 1999 - Vjačeslav Grulëv, calciatore russo
- 1999 - Trevor Hudgins, cestista statunitense
- 1999 - Luka Kerin, calciatore sloveno
- 1999 - Facundo Mura, calciatore argentino
- 1999 - Jamison Overton, cestista statunitense
- 1999 - Afimico Pululu, calciatore angolano
- 1999 - Valentin Tabellion, pistard e ciclista su strada francese
- 1999 - Matthias Tass, cestista estone
- 1999 - B.J. Thompson, giocatore di football americano statunitense
- 1999 - Clayton Tune, giocatore di football americano statunitense
- 1999 - Sayf, rapper e cantautore italiano
- 1999 - Zhu Menghui, nuotatrice cinese
- 2000 - Elliot Bonds, calciatore guyanese
- 2000 - Kirill Borodačëv, schermidore russo
- 2000 - Treylon Burks, giocatore di football americano statunitense
- 2000 - Andre Cisco, giocatore di football americano statunitense
- 2000 - Houssem Eddine Mrezigue, calciatore algerino
- 2000 - Breana Edwards, pallavolista statunitense
- 2000 - Kassim Hadji, calciatore comoriano
- 2000 - Svetozar Marković, calciatore serbo
- 2000 - Bamba Dieng, calciatore senegalese
- 2000 - Annick Meijers, pallavolista olandese
- 2000 - Kenneth Comfort Mwambu, giocatore di badminton ugandese
- 2000 - Ruan Oliveira, calciatore brasiliano
- 2000 - Geolier, rapper italiano
- 2000 - Facundo Tobares, calciatore argentino
- 2000 - Amee, attrice e cantante vietnamita
- 2000 - Lara Wolf, sciatrice freestyle austriaca

## XXI secolo(43)
- 2001 - Denilson Alves Borges, calciatore brasiliano
- 2001 - Rat'i Andronik'ashvili, cestista georgiano
- 2001 - Giada Burbassi, calciatrice italiana
- 2001 - Shō Fukuda, calciatore giapponese
- 2001 - Anna Hall, multiplista statunitense
- 2001 - Dalia Kaddari, velocista italiana
- 2001 - Juanmi Latasa, calciatore spagnolo
- 2001 - Jovan Marković, calciatore serbo
- 2001 - Nikos Michelīs, calciatore greco
- 2001 - Danilo Mitrović, calciatore serbo
- 2001 - Lucia Moris, velocista sudsudanese
- 2001 - Andrea Piccolo, ciclista su strada italiano
- 2001 - Marcelo Pérez, calciatore paraguaiano
- 2001 - Emma Snerle, calciatrice danese
- 2001 - Liam van Gelderen, calciatore olandese
- 2002 - Mariola Bodnarčuk, ginnasta ucraina
- 2002 - Alyssa D'Incà, rugbista a 15 italiana
- 2002 - Bernardo Folha, calciatore portoghese
- 2002 - Israel Luna, calciatore messicano
- 2002 - Ulugbek Rashitov, taekwondoka uzbeko
- 2002 - Kian Slor, calciatore olandese
- 2003 - Tommaso Baldanzi, calciatore italiano
- 2003 - Ísak Bergmann Jóhannesson, calciatore islandese
- 2003 - Veronica Costantini, pallavolista italiana
- 2003 - Álvaro Carreras, calciatore spagnolo
- 2003 - Stian Fredheim, ciclista su strada norvegese
- 2003 - Nonoka Ozaki, lottatrice giapponese
- 2003 - Linda Riedmann, ciclista su strada tedesca
- 2003 - Kacper Sezonienko, calciatore polacco
- 2003 - Annalena Slamik, combinatista nordica austriaca
- 2004 - Luis Angulo, calciatore colombiano
- 2004 - Kaare Barslund, calciatore danese
- 2004 - Ellie Challis, nuotatrice inglese
- 2004 - Anderson Duarte, calciatore uruguaiano
- 2004 - Elián Giménez, calciatore argentino
- 2004 - Asher Hong, ginnasta statunitense
- 2004 - Pedro Junqueira, calciatore brasiliano
- 2004 - August Priske, calciatore danese
- 2004 - Smilla Vallotto, calciatrice svizzera
- 2005 - Magdalena Matschina, slittinista tedesca
- 2005 - Filip Sidklev, calciatore svedese
- 2006 - Lilla Minna Ábrahám, nuotatrice ungherese
- 2008 - Zé Lucas, calciatore brasiliano

## Senza anno specificato(1)
- Jean-Baptiste Chappe d'Auteroche, astronomo francese († 1769)